# Defence Evaluation and Research Agency
O Defence Evaluation and Research Agency (normalmente conhecido como DERA) era uma parte do Ministério da Defesa do Reino Unido (MoD) até o dia 2 de julho de 2001. Na época, foi a maior organização deciência e tecnologia do Reino Unido.